# 佩特森嶺
71°47′S 9°42′E / 71.783°S 9.700°E
佩特森嶺（英語：Pettersen Ridge）是南極洲的山嶺，位於毛德皇后地的阿斯特里德公主海岸，屬於奧爾萬山脈中康拉德山脈的一部分，由德國的探險隊發現和拍攝空中照片，現時由南極條約體系管理。